# Російський рубль

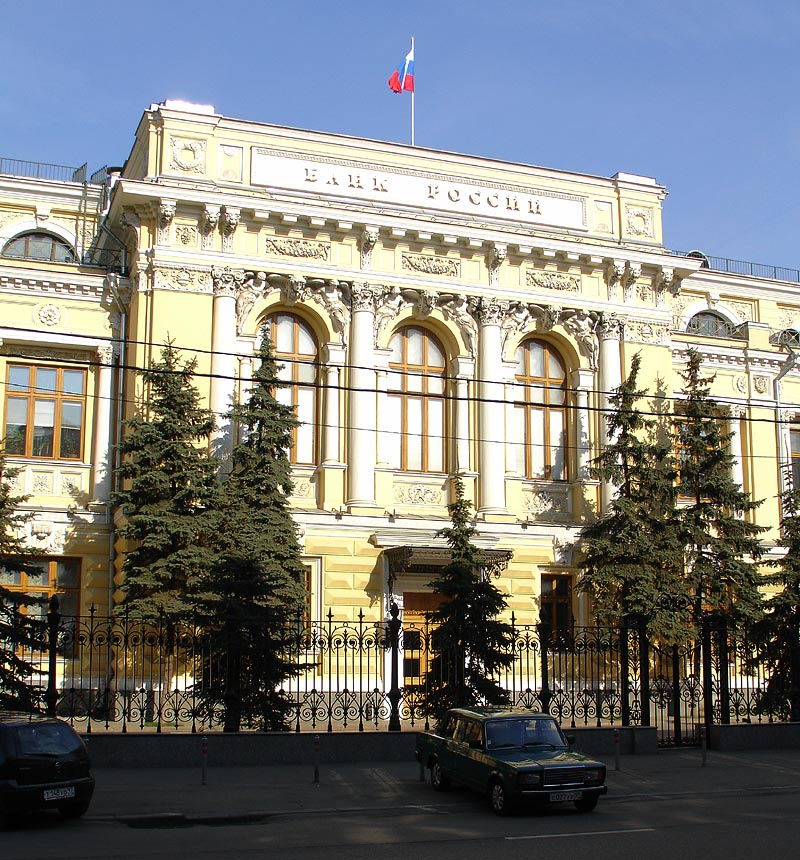
Будівля Центрального банку Російської Федерації

Російський рубль (рос. Российский рубль; символ — ₽; код — RUB) — грошова одиниця Російської Федерації, введена у 1992 році. Рубль поділяється на 100 копійок, хоча монети останніх через інфляцію тепер практично не використовуються але можуть зазначатися в електронних розрахунках. На території Російської Федерації використання інших валют резидентами, з деякими винятками, карається штрафом в розмірі ¾-1 від розміру транзакції.
Літерний код російського рубля в стандарті ISO 4217 — RUB, цифровий — 643; до грошової реформи 1998 року використовувався код RUR (810). Цей цифровий код — 810 — продовжує використовуватися для нумерації банківських рахунків по сьогодні. Офіційний знак — ₽ — був затверджений 11 грудня 2013 року.
За даними агентства Bloomberg, в міжбанківському обороті в системі SWIFT в період з травня 2013 по травень 2014 років частка російського рубля склала 0,35 % (0,62 % роком раніше). При цьому частка долара США (за той же проміжок часу) — 42 %, євро — 32 %, юаня — 1,47 %. В цілому в міжбанківських розрахунках рубль зайняв 18 місце серед всіх валют світу.
На сьогоднішній день в обігу перебувають монети в 10, 50 копійок, 1, 2, 5 і 10 рублів; банкноти в 50, 100, 200, 500, 1000, 2000 і 5000 рублів. Рідко зустрічаються банкноти в 5 і 10 рублів, а також монети в 1 і 5 копійок. Банкноти в 5 рублів і монети в 25 рублів в обігу практично не зустрічаються, їхня частка серед, відповідно, банкнот і монет становить менше 0,5 %, також за останні 10 років (з липня 2008 року по липень 2018 року) значно знизилося використання монет в 1 і 5 копійок і банкноти в 10 рублів — їхня частка серед монет і банкнот скоротилася, відповідно, з 18 % до 11 %, з 14 % до 9 % і з 17 % до 6 %. З іншого боку, відзначається зниження використання монет 10 і 50 копійок, і у готівкових розрахунках округляються до цілого рубля.

## Історія
Сучасний російський рубль фактично виник у грудні 1991 року паралельно з радянським карбованцем, який залишався в обігу Росії до вересня 1993 року. Всі радянські монети, випущені в 1961—1991 роках, а також монети в 1, 2 і 3 копійки, випущені до 1961 року, формально залишалися законним платіжним засобом до 31 грудня 1998 року, а в 1999—2002 роках могли бути обміняні на російські у відсотковому співвідношенні 1000:1.
20 грудня 1991 року всі активи і майно Держбанку СРСР на території Росії були передані Банку Росії (Центробанк Російської Федерації). Новий Уряд Російської Федерації, щоб перетворити рубль в конвертовану валюту і ліквідувати чорний валютний ринок, приступив до організації валютних торгів.
8 січня 1992 року Центробанк встановив офіційний курс долара США рівний 110 рублям (за аналогією з курсом на чорному ринку). 9 січня Банк Росії, Уряд Москви і Асоціація російських банків заснували «Московську міжбанківську валютну біржу» (ММВБ), яка стала проводити торги по іноземній валюті, спочатку тільки долара США. Валютні торги привели до знецінення рубля. До 3 березня 1992 року курс долара піднявся до 140.1 рублів. Пострадянська російська економіка була під впливом реформ «шокової терапії», а реформи президента Бориса Єльцина призвели до швидкого зростання інфляції, в результаті чого мільйони росіян втратили свої заощадження. Того ж року в обіг випустили останні купюри з гербом СРСР і портретом Леніна — радянські купюри зразка 1992 року номіналом в 50, 200, 500 і 1000 рублів. 14 липня з'явилася перша купюра російського зразка номіналом 5000 рублів. 28 липня 1992 року Центробанк дозволив продаж валюти громадянам Росії без пред'явлення закордонного паспорта і виїзної візи.
22 вересня 1992 року відбувся перший «чорний вівторок». За день курс долара виріс з 205.5 до 241 рублів. Швидке падіння рубля дозволило збагачуватися підприємцям, які мали доступ до державних кредитів. Отримавши кредит в рублях, його переводили в валюту, а потім продавали її за курсом, що ріс швидше кредитної ставки. Таким чином, підприємець вчасно повертав кредит в рублях, отримуючи значні прибутки без жодних зусиль і вкладень. До грудня 1992 року, рубль вже втратив близько двох третин своєї вартості.
17 липня 1993 року Росія оголосила про вихід з зони радянського карбованця, яка існувала на теренах СНД, припинивши ходіння на своїй території радянських грошей і російських купюр зразка 1992 року. З 26 липня по 31 серпня 1993 року в Росії відбулася грошова реформа, в ході якої відбувся обмін грошей СРСР зразка 1961—1992 років на російські купюри нового зразка. На руки видавалися обмінені купюри на суму не більше 100 тисяч рублів. Всі гроші більше цієї суми зараховувалися на рахунок в «Сбербанку» на півроку з нарахуванням встановленого відсотка за вкладом. В ході реформи було вилучено 24 мільярди банкнот. Російські купюри нового зразка, вартістю 100, 200 і 1000 рублів були в ходу до 1998 року.
Політична боротьба Бориса Єльцина з комуністами в 1993 році викликала подальше падіння рубля аж до 1247 рублів за 1 долар США. Єльцин переміг політичний переворот, та 12 грудня 1993 року була прийнята нова конституція. Незабаром після політичної перемоги, в січні 1994 року, влада заборонила використання долара США та інших іноземних валют в обігу в спробі зупинити ослаблення рубля.
11 жовтня 1994 року відбувся другий «чорний вівторок». За день курс долара США на торгах ММВБ виріс з 2833 до 3926 рублів. За фактом цієї кризи була заснована особлива комісія, в доповіді якої були перераховані компанії, що нажилися на такому падінні курсу національної валюти. Керівництво Центробанку було звільнено, на ММВБ провели реорганізацію роботи. До кінця 1995 року, хронічна інфляція досягла 200 %. У 1996 році курс російської валюти знизився до 5560 рублів за долар США.
1997-й став першим роком відносної стабільності, але курс російської валюти продовжував падати, досягнувши 5960 рублів за долар. Епоха стабільності спонукала уряд провести ще одну горошову реформу з деномінацію національної валюти і прибрати 3 знаки, таким чином на 1 січня 1998 року курс рубля опинився на рівні 5.96 по відношенню до долара США. Однак у російській економіці знову почалися проблеми. 17 серпня 1998 року Росія оголосила технічний дефолт за своїм внутрішнім боргом у розмірі 40 млрд доларів. І перестала підтримувати рубль в той же день. У той час Центробанк Росії мав тільки 24 млрд доларів резерву. Фондовий ринок і рубль втратили більше 70 %, майже третина населення країни опинилася за межею бідності. Поряд з дефолтом відбулася ще одна масова девальвація рубля. За шість місяців курс рубля впав з 6 до 21 по відношенню до долара. «Було бажання втекти від рубля в будь-якому напрямку», — зазначив Сергій Алексашенко, заступник міністра фінансів при Борисі Єльцині. 27 травня 1998 року Центробанк збільшив основну ставку по кредитах до 150 %, що призвело до майже повної зупинки кредитування в країні. До кінця 1998 року інфляція склала 84 %, а ВВП Росії втратив 4,9 %. Обидві валютні кризи в 1990-х роках призвели до відставок голів Центробанку Росії.
7 травня 2000 року до дня інавгурації президента Володимира Путіна курс долара становив 28,36 рублів, через 2 роки 31,19 рублів, а 7 травня 2003 року 31,11 рублів. У 2003—2004 роках у зв'язку з падінням курсу долара на світових ринках відбулося зміцнення рубля. 1 лютого 2005 року Центробанк прив'язав курс рубля до бівалютного кошика, що складається з долара США і євро в співвідношенні 9:1. Банк Росії проводить політику керованого плаваючого валютного курсу, структура бівалютного кошика в подальшому неодноразово коректувалася в бік збільшення частки євро. 8 лютого 2007 року встановлена структура бівалютного кошика: 0.55 долара США і 0.45 євро. У 2008 році Росія разом з більшою частиною решти світу впали в рецесію на тлі фінансової кризи 2008 року, втративши 7,8 % ВВП в 2009 році, проте ВВП країни в 2010 році виріс на 4,5 %.

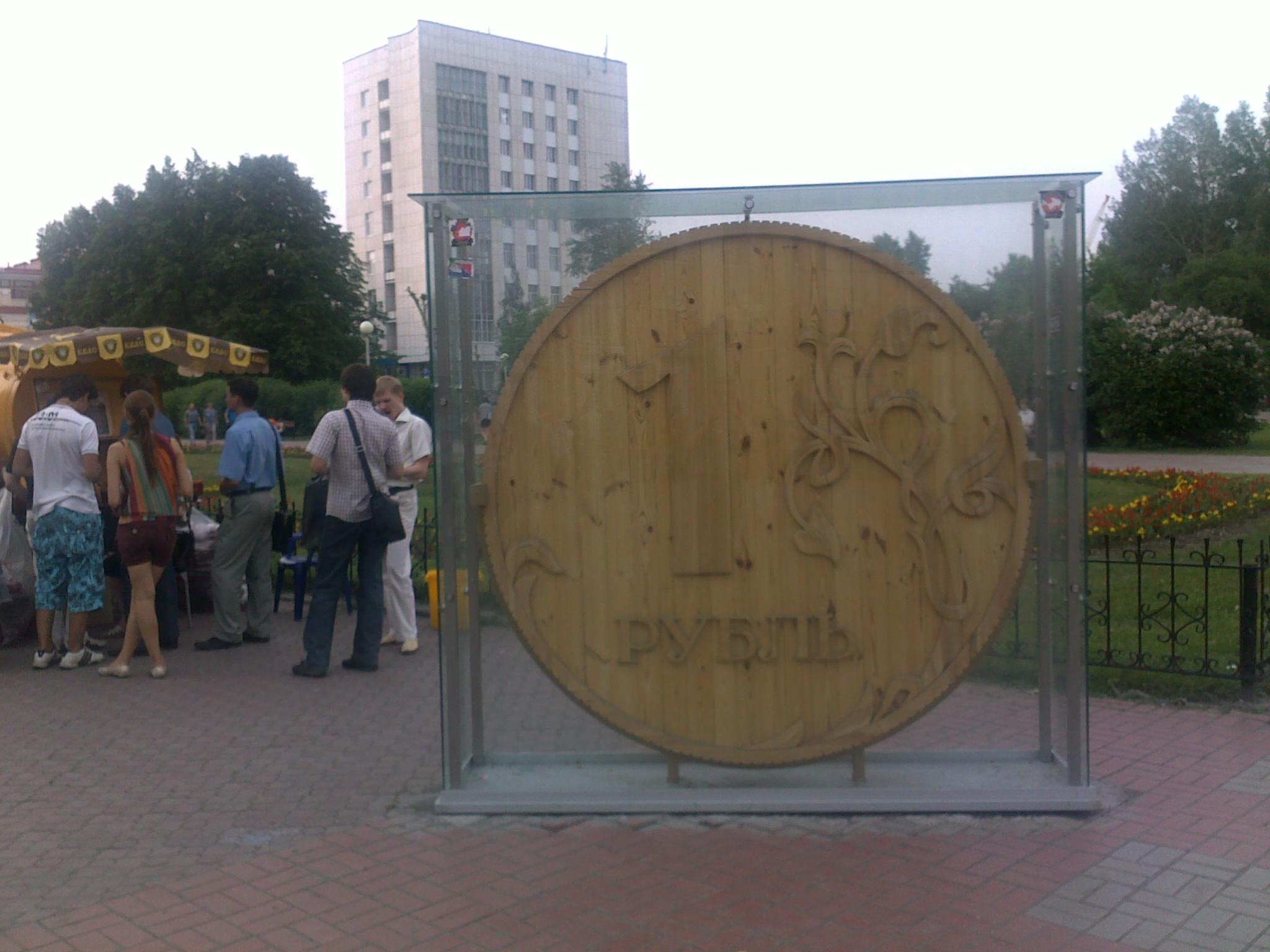
Пам'ятник російському рублю в Томську

У 2014 році Росія зіткнулася з найбільшою валютною кризою з 1998 року по причині геополітичних факторів, зокрема вторгненню своїх військ на Схід України й окупацію Криму, і падіння цін на нафту, які знизилися майже вдвічі зі 115 доларів за барель у червні до 60 доларів за барель в грудні. У січні 2015 року ціни на нафту впали нижче 50 доларів за барель. З початку 2014 року рубль втратив більше половини своєї вартості. Інвестори побоювалися, що девальвація в поєднанні з падінням доходів від експорту нафти і політичною напруженістю, направить Росію в тривалу рецесію. Центральний банк прогнозував скорочення ВВП на 4,7 % в 2015 році, якщо середньорічна ціна на нафту складе 60 доларів за барель. 15 грудня курс рубля впав на 11 %, а для боротьби з цим, Центральний банк збільшив ключову процентну ставку по кредитах до 17 % в середині ночі. На наступний ранок, після невеликих успіхів в ранні ранкові години, на ринку утворилася паніка, і курс рубль впав на 22 %, це була найбільша втрата за один день з 1998 року. У Росії називали цю подію ще одним «чорним вівтором», з посиланням на девальвацію національної валюти 1998 року, коли рубль впав з 6 до 21 до долара менш ніж за 24 години.
У квітні 2015 року ситуація на російському валютному ринку стабілізувалася, а курс рубля почав рости. 10 квітня 2015 року курс рубля на біржових торгах виріс до 50 рублів за долар, що стало максимумом з грудня 2014 року. З середини грудня 2015 року уряд провів цілий ряд заходів, щоб врятувати рубль. Крім підвищення ключової відсоткової ставки до 17 %, щоб управляти рублевими потоками, було запозичено гроші найбільшому виробнику нафти — компанії «Роснафта», а також найбільшим кредитним організаціям країни, щоб підняти довіру до банківської системи. Найбільшим експортерам, в тому числі «Газпрому» і «Роснафті», було рекомендовано продати частину своїх доходів в іноземній валюті протягом декількох місяців для того, щоб підтримати рубль, що додало приблизно 1 млрд доларів до обсягу валютного ринку.
6 квітня 2018 року США ввели санкції проти 38 російських олігархів, чиновників і компаній, внаслідок чого курс рубля сильно впав вже у понеділок 9 квітня і продовжував падати наступні дні. Станом на 11 квітня рубль впав до 80 рублів за євро і до 64 рублів за долар, це було найбільше падіння рубля із 2016 року
У лютому 2022 року рубль посів перше місце за волатильністю серед світових валют, після того як президент РФ Володимир Путін визнав «незалежними республіками» окуповані Росією території Сходу України. Напередодні, 21 лютого, курс долара вперше з січня перевищив 80 рублів.
Після початку повномасштабного військового вторгнення Росії на територію України 24 лютого 2022 року — що спричинило введення світовою спільнотою посилених санкцій проти цієї країни, станом на 28 лютого рубль втратив понад чверть вартості щодо обох ключових валют (долар та євро) й досяг історичних мінімумів. На сьогодні російська влада намагається стримати курс рубля до іноземної валюти. Станом на 9 березня 2022 року офіційний курс складав 105.81 рубля за один долар США, тоді як в обмінниках російських банків курси були вищі. Банки «Россєльхозбанк» та «Юнікредит» пропонують долар за 155 рублів, євро за 164—170, у «Райффайзенбанку» — 150 і 163 рублів відповідно.
25 березня 2022 року Центробанк випустив прес-реліз «Інформація про купівлю Банком Росії золота на внутрішньому ринку», в якому повідомив учасників ринку про те, що «Ціна з 28 березня по 30 червня 2022 року включно складе 5000 рублів за 1 грам».
Був використаний досвід  Міжнародного інвестиційного банку з впровадженням перевідного карбованця. Таким чином, оскільки ціна за трійну унцію становить 155517 рублів, при поточних котируваннях золота на біржах, що коливаються в діапазоні від 1910 до 1950 USD (за трійну унцію) вказує на курс 1 USD в діапазоні від 79,75 до 81,42 рубля.

## Банкноти
До моменту проголошення Росії незалежною державою 26 липня 1993 року в країні в обігу були раніше випущені грошові знаки СРСР зразків 1961, 1991 і 1992 років, а також банкноти Банку Росії номіналом 5 і 10 000 рублів, випущені в 1992 році.
З метою захисту економіки від потоку грошової маси з країн колишнього СРСР, які вже ввели власні валюти, і утримання інфляції, з 26 липня по 7 серпня 1993 року в Росії була проведена грошова реформа, в ході якої з обігу були виведені банкноти всіх попередніх випусків, а єдиним законним засобом платежу визнавалися банкноти Банку Росії зразка 1993 року. Монети, випущені з 1961 по 1992 рік, також залишалися законними засобами платежу, але внаслідок високої інфляції практично вийшли з обігу.
З 1995 року почалася поступова заміна банкнот зразка 1993 року на банкноти нової серії, зі зміненим оформленням і покращеними елементами захисту, а в 1998 році була проведена деномінація у співвідношенні 1000:1. Дизайн банкнот нової серії повністю відповідав банкнотам 1995 року, був лише скорочений (на три порядки) номінал і змінені елементи захисту. Банкноти зразка 1993 і 1995 року, а також монети, випущені з 1961 по 1992 рік, можна було обміняти на грошові знаки нового зразка (1997 року) в період 1 січня 1999 по 31 грудня 2002 року.
1 січня 1998 року випущені банкноти номіналом 5, 10, 50, 100 і 500 рублів. Пізніше почався випуск банкнот номіналом 1000 (у 2001 році) і 5000 рублів (у 2006 році). З метою захисту від підробок Банк Росії періодично випускає модифікації банкнот: в 2001 (10, 50, 100 і 500 рублів), 2004 (10, 50, 100, 500 і 1000 рублів) і 2010 роках (500, 1000 і 5000 рублів). Кожна банкнота серії 1997 року присвячена певному місту Російської Федерації.
Банкноти номіналом 5 рублів більше не друкуються, проте залишаються законним платіжним засобом, випуск банкнот номіналом 10 рублів з 2011 року скорочується, відбувається їх заміщення монетами аналогічного номіналу Російськи банкноти друкуються на фабриках «Держзнаку».
У 2013 році зародилася серія пам'ятних банкнот у 100 рублів, присвячених ключовим сучасним подіям у Росії. 2013 року вийшла пам'ятна банкнота номіналом 100 рублів, присвячена Зимовій Олімпіаді 2014 року в Сочі. 2015 року — 100 рублів, присвячені окупованим Криму та Севастополю. 2018 року — 100 рублів, присвячені Чемпіонату світу з футболу 2018 року..
12 жовтня 2017 року випущені банкноти номіналом 200 і 2000 рублів. Першими їх побачили жителі Москви, Криму та Далекого Сходу.
23 березня 2021 Центробанк Росії оголосив про намір до 2025 року оновити дизайн майже всіх своїх банкнот. У новому дизайні трохи зміниться тематика оформлення — тепер на лицьовій стороні купюр будуть представлені столиці федеральних округів Росії, а на обороті будуть зображені визначні пам'ятки відповідних округів. Банкноти номіналом 50 і 100 рублів збережуть зображення Санкт-Петербурга і Москви, а на банкнотах номіналом 10, 500, 1000 і 5000 рублів тепер будуть зображені Новосибірськ, П'ятигорськ, Нижній Новгород і Єкатеринбург відповідно, а також визначні пам'ятки федеральних округів, які вони представляють.

### Банкноти зразка 1997 року
| Сучасні банкноти зразка 1997 року | Сучасні банкноти зразка 1997 року | Сучасні банкноти зразка 1997 року | Сучасні банкноти зразка 1997 року | Сучасні банкноти зразка 1997 року | Сучасні банкноти зразка 1997 року | Сучасні банкноти зразка 1997 року                                                       | Сучасні банкноти зразка 1997 року   | Сучасні банкноти зразка 1997 року   | Сучасні банкноти зразка 1997 року                       |
| Зображення                        | Зображення                        | Номінал (рублів)                  | Розміри (мм)                      | Основний колір                    | Опис                              | Опис                                                                                    | Опис                                | Опис                                | Дата виходу                                             |
| Аверс                             | Реверс                            | Номінал (рублів)                  | Розміри (мм)                      | Основний колір                    | Місто                             | Аверс                                                                                   | Реверс                              | Водяний знак                        | Дата виходу                                             |
| --------------------------------- | --------------------------------- | --------------------------------- | --------------------------------- | --------------------------------- | --------------------------------- | --------------------------------------------------------------------------------------- | ----------------------------------- | ----------------------------------- | ------------------------------------------------------- |
|                                   |                                   | 5                                 | 137×61                            | темно-зелений                     | Новгород                          | пам'ятник «Тисячоліття Росії» на тлі Софійського собору                                 | фортечний мур Новгородського кремля | «5» Софійський собор                | 1 січня 1998                                            |
|                                   |                                   | 10                                | 150×65                            | оливковий                         | Красноярськ                       | Міст через Єнісей; капличка Параскеви П'ятниці                                          | Красноярська ГЕС                    | «10» Капличка Параскеви П'ятниці    | 1 січня 1998 1 січня 2001 16 серпня 2004 6 вересня 2011 |
|                                   |                                   | 50                                | 150×65                            | блакитний                         | Санкт-Петербург                   | скульптура на основі ростральної колони; Петропавлівська фортеця                        | ростральна колона; будинок Біржі    | «50» Петропавлівський собор         | 1 січня 1998 1 січня 2001 16 серпня 2004 6 вересня 2011 |
|                                   |                                   | 100                               | 150×65                            | червоно-коричневий                | Москва                            | квадрига на портику Большого театру                                                     | фасад Большого театру               | «100» Большой театр                 | 1 січня 1998 1 січня 2001 16 серпня 2004 6 вересня 2011 |
|                                   |                                   | 500                               | 150×65                            | фіолетовий                        | Архангельськ                      | пам'ятник Петру I; вітрильник у порту Архангельська                                     | Соловецький монастир                | «500» Портрет Петра I               | 1 січня 1998 1 січня 2001 16 серпня 2004 6 вересня 2011 |
|                                   |                                   | 1000                              | 157×69                            | синьо-зелений                     | Ярославль                         | пам'ятник Ярославу Мудрому і капличка Казанської Богоматері на тлі Ярославського Кремля | Церква Іоанна Предтечі в Ярославі   | «1000» портрет Ярослава Мудрого     | 1 січня 2001 16 серпня 2004 10 серпня 2010              |
|                                   |                                   | 5000                              | 157×69                            | червоно-коричневий                | Хабаровськ                        | пам'ятник Муравйову-Амурському на тлі набережної Амура                                  | міст через Амур                     | «5000» портрет Муравйова-Амурського | 31 липня 2006 6 вересня 2011                            |

### Банкноти зразка 2017, 2022—2025 років
| Серії 2017, 2022—2025 років | Серії 2017, 2022—2025 років | Серії 2017, 2022—2025 років | Серії 2017, 2022—2025 років | Серії 2017, 2022—2025 років | Серії 2017, 2022—2025 років  | Серії 2017, 2022—2025 років | Серії 2017, 2022—2025 років                                                                                                  | Серії 2017, 2022—2025 років | Серії 2017, 2022—2025 років         | Серії 2017, 2022—2025 років |
| Зображення                  | Зображення                  | Номінал (рублів)            | Розміри (мм)                | Основні кольори             | Опис                         | Опис                        | Опис | Опис | Опис                                | Дата випуску                |
| Лицьова сторона             | Зворотня сторона            | Номінал (рублів)            | Розміри (мм)                | Основні кольори             | Місто                        | Федеральний округ           | Лицьова сторона | Зворотня сторона | Водяний знак                        | Дата випуску                |
| --------------------------- | --------------------------- | --------------------------- | --------------------------- | --------------------------- | ---------------------------- | --------------------------- | --- | --- | ----------------------------------- | --------------------------- |
|                             |                             | 100                         | 150×65                      | оливковий помаранчевий      | Москва                       | Центральний                 | Спаська вежа Кремля; Будівля МДУ ім. Ломоносова на Воробйових горах; Парк Заряддя; Шухівська телевежа; Останкінська телевежа | Ржевський меморіал | «100» Спаська вежа Кремля           | 30 червня 2022              |
|                             |                             | 200                         | 150×65                      | зелений                     | Севастополь                  | Південний                   | Херсонес Таврійський | Пам'ятник затопленим кораблям; Графська пристань | «200» Пам'ятник затопленим кораблям | 12 жовтня 2017              |
|                             |                             | 1000                        | 157×69                      | бірюзовий                   | Нижній Новгород, Казань, Уфа |                             | Нікольська вежа Нижньогородського Кремля                                                                                     | Музей історії державності татарського народу і Республіки Татарстан у Казані, вежа Сююмбіке на території Казанського Кремля, Музей археології та етнографії в Уфі | «1000» Нікольська вежа              | 16 жовтня 2023              |
|                             |                             | 2000                        | 157×69                      | синий                       | Владивосток                  | Далекосхідний               | Російський міст; будівля Далекосхідного федерального університету у Владивостоці                                             | Космодром «Восточний» в Амурській області | «2000» Російський міст              | 12 жовтня 2017              |
|                             |                             | 5000                        | 157×69                      | червоний                    | Єкатеринбург, Челябінськ     |                             | Стела «Європа-Азія» під Єкатеринбургом                                                                                       | Пам'ятник «Оповідь про Урал» у Челябінську. | «5000» Будівля Головпоштамту        | 16 жовтня 2023              |

### Пам'ятні банкноти
| Зображення | Зображення | Номінал (рублів) | Розміри (мм) | Опис | Опис | Опис                                   | Опис        |
| Аверс      | Реверс     | Номінал (рублів) | Розміри (мм) | Аверс | Реверс | Водяний знак                           | Дата виходу |
| ---------- | ---------- | ---------------- | ------------ | --- | --- | -------------------------------------- | ----------- |
|            |            | 100              | 150 × 65     | Сноубордист і деякі з олімпійських об'єктів сочинського прибережного кластера.                                                                                              | Олімпійський стадіон «Фішт» у Сочі, жар-птиця | Логотип зимових Олімпійських ігор 2014 | 2014        |
|            |            | 100              | 150 × 65     | Пам'ятник затопленим кораблям у Севастопольській бухті, обриси пам'ятника героям Другої блокади Севастополя та Володимирського собору, фрагмент картини Івана Айвазовського | Замок Ластівчине гніздо, євпаторійський радіотелескоп РТ-70, обриси Великої Ханської мечеті в Бахчисараї та зелена смуга з QR-кодом, що веде на сторінку Банку Росії з історичною довідкою про пам'ятну банкноту                  | Портрет імператриці Катерини ІІ        | 2015        |
|            |            | 100              | 150 × 65     | Хлопчик з м'ячем під пахвою дивиться вгору, як Лев Яшин відбиває м'яч. | Стилізоване зображення земної кулі у вигляді футбольного м'яча, на якому зеленим кольором окреслено територію Росії (включно з незаконно окупованим Кримом), а також назви міст, що приймали Чемпіонат світу з футболу 2018 року. | Число 2018                             | 2018        |

## Монети
1 січня 1998 року в обіг були введені монети номіналом від 1 копійки до 5 рублів, з 1999 року почали карбувати пам'ятні монети, а з 2009 — циркуляційні монети номіналом 10 рублів. У 2011 року в обігу з'явилися пам'ятні монети номіналом 25 рублів з гербом Росії на аверсі.
Більшість монет виконані в єдиному дизайні:
- на аверсі копійчаних монет зображений Георгій Побідоносець, знак монетного двору, напис «БАНК РОССИИ» і рік випуску;
- на аверсі рублевих монет поміщене зображення емблеми російського центробанку, знак монетного двору, словесне позначення номіналу і рік випуску;
- на реверсі всіх монет — позначення номіналу і рослинний орнамент.[33]

У зв'язку зі зміною емблеми Банку Росії, з 2002 року монети номіналом 1, 2 і 5 рублів стали карбувати з модифікованими лицьовими сторонами.
З метою здешевлення виробництва монет в 10 і 50 копійок з 2006 року їх стали карбувати зі сталі, плакованої сплавом томпак. Монети нового різновиду мали магнітні властивості і гладкий гурт, на відміну від раніше випущених. Аналогічно матеріал монет в 1, 2 і 5 рублів був замінений в 2009 році на сталь з нікелевим гальванопокриттям.
З 2008 року Банком Росії розглядалася можливість виведення з обігу монет номіналом 1 і 5 копійок через збитки при їх виробництві внаслідок подорожчання металу (в 2006 році витрати на виробництво монети номіналом в 1 копійку становили 4,6 копійок, а на квітень 2008 року собівартість виробництва монети в 1 копійку становила близько 30 копійок і мала незручності для населення при готівковому обігу з найдрібнішими монетами. Також розглядалася можливість заміни металу цих монет на більш дешеві сплави. У січні 2013 року перший заступник голови Центробанку Росії заявив про припинення випуску монет номіналом 1 та 5 копійок, хоча останні офіційні тиражі цих монет були випущені у 2009 році. У 2014 році був випущений тираж 1 і 5 копійок у зв'язку з анексією Криму Росією, де для розрахунків потрібні були дрібні розмінні монети. У 2017 році було заявлено, що, незважаючи на мале використання монет 1 та 5 копійок, Банк Росії не планує виводити їх із обігу.
На аверсі всіх монет, в оформленні яких раніше використовувалася емблема Банку Росії, починаючи з 2016 року розміщується зображення державного герба Росії. Відповідно до чинного країни законодавства, його присутність на сучасних грошових знаках Росії перестала бути обов'язковим.

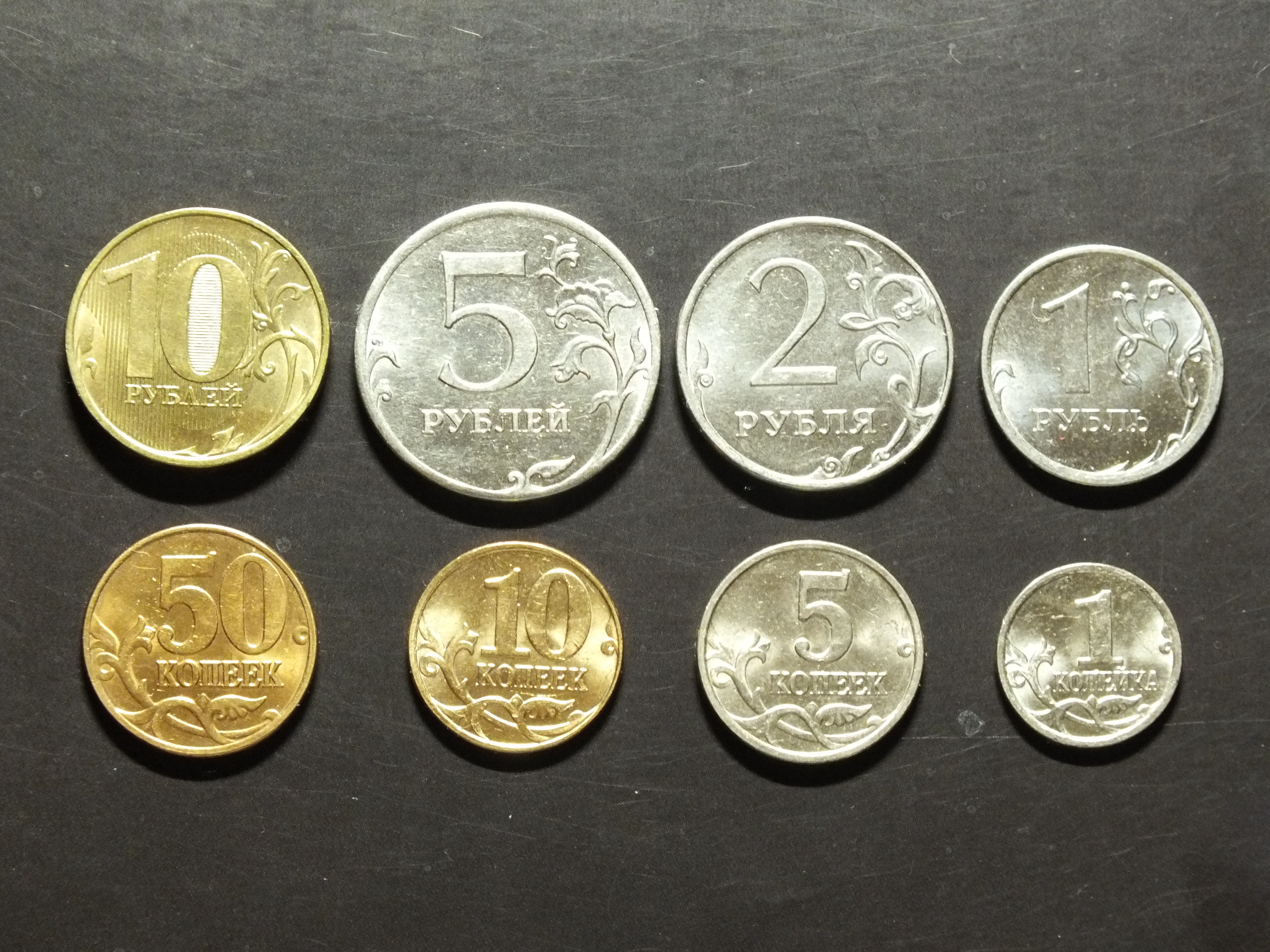
Стандартні монети Росії зразка 1997 року

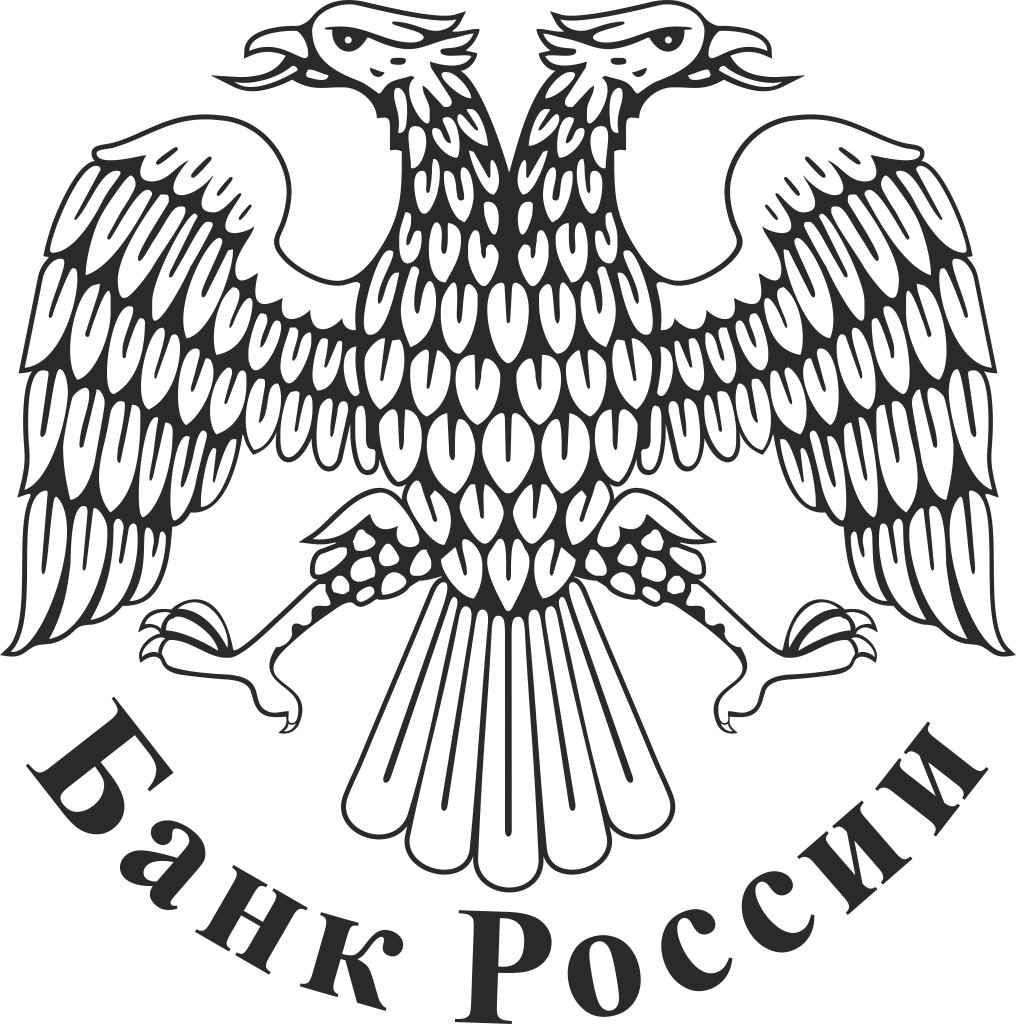
Емблема Центрального банку Росії, яка зображувалася на аверсі монет рублевого номіналу

### Стандартні монети
| Сучасні стандартні монети зразка 1997 року                                                                      | Сучасні стандартні монети зразка 1997 року | Сучасні стандартні монети зразка 1997 року | Сучасні стандартні монети зразка 1997 року | Сучасні стандартні монети зразка 1997 року | Сучасні стандартні монети зразка 1997 року | Сучасні стандартні монети зразка 1997 року             | Сучасні стандартні монети зразка 1997 року |
| Зображення | Номінал                                    | Діаметр                                    | Товщина                                    | Маса                                       | Матеріал                                   | Гурт                                                   | Роки карбування                            |
| --- | ------------------------------------------ | ------------------------------------------ | ------------------------------------------ | ------------------------------------------ | ------------------------------------------ | ------------------------------------------------------ | ------------------------------------------ |
| | 1 копійка                                  | 15,5 мм                                    | 1,25 мм                                    | 1,50 г                                     | сталь, покрита мельхіором                  | гладкий                                                | 1997—2009 2011 2014                        |
| | 5 копійок                                  | 18,5 мм                                    | 1,45 мм                                    | 2,60 г                                     | сталь, покрита мельхіором                  | гладкий                                                | 1997—2009 2011 2014                        |
| | 10 копійок                                 | 17,5 мм                                    | 1,25 мм                                    | 1,95 г                                     | латунь                                     | рубчастий (98 рифлень)                                 | 1997—2006                                  |
| | 10 копійок                                 | 17,5 мм                                    | 1,25 мм                                    | 1,85 г                                     | сталь, покрита томпаком                    | гладкий                                                | 2006—2014                                  |
| | 10 копійок                                 | 17,5 мм                                    | 1,25 мм                                    | 1,85 г                                     | сталь, покрита латунню                     | гладкий                                                | 2014—2015                                  |
| | 50 копійок                                 | 19,5 мм                                    | 1,50 мм                                    | 2,90 г                                     | латунь                                     | рубчастий (105 рифлень)                                | 1997—1999 2001—2006                        |
| | 50 копійок                                 | 19,5 мм                                    | 1,50 мм                                    | 2,75 г                                     | сталь, покрита томпаком                    | гладкий                                                | 2006—2014                                  |
| | 50 копійок                                 | 19,5 мм                                    | 1,50 мм                                    | 2,75 г                                     | сталь, покрита латунню                     | гладкий                                                | 2014—2015                                  |
| | 1 рубль                                    | 20,5 мм                                    | 1,50 мм                                    | 3,25 г                                     | мідно-нікелевий сплав                      | рубчастий (110 рифлень)                                | 1997—1999 2001—2003 2005—2009              |
| | 1 рубль                                    | 20,5 мм                                    | 1,50 мм                                    | 3,00 г                                     | сталь, покрита нікелем                     | рубчастий (110 рифлень)                                | 2009—2015                                  |
| | 1 рубль                                    | 20,5 мм                                    | 1,50 мм                                    | 3,00 г                                     | сталь, покрита нікелем                     | рубчастий (110 рифлень)                                | з 2016                                     |
| | 2 рубля                                    | 23,0 мм                                    | 1,80 мм                                    | 5,10 г                                     | мідно-нікелевий сплав                      | переривчасто-рубчастий (12 ділянок по 7 рифлень)       | 1997—1999 2001—2003 2006—2009              |
| | 2 рубля                                    | 23,0 мм                                    | 1,80 мм                                    | 5,00 г                                     | сталь, покрита нікелем                     | переривчасто-рубчастий (12 ділянок по 7 рифлень)       | 2009—2015                                  |
| | 2 рубля                                    | 23,0 мм                                    | 1,80 мм                                    | 5,00 г                                     | сталь, покрита нікелем                     | переривчасто-рубчастий (12 ділянок по 7 рифлень)       | з 2016                                     |
| | 5 рублів                                   | 25,0 мм                                    | 1,80 мм                                    | 6,45 г                                     | мідь, покрита мельхіором                   | переривчасто-рубчастий (12 ділянок по 5 рифлень)       | 1997—1999 2001—2003 2006 2008—2009         |
| | 5 рублів                                   | 25,0 мм                                    | 1,80 мм                                    | 6,00 г                                     | сталь, покрита нікелем                     | переривчасто-рубчастий (12 ділянок по 5 рифлень)       | 2009—2015                                  |
| | 5 рублів                                   | 25,0 мм                                    | 1,80 мм                                    | 6,00 г                                     | сталь, покрита нікелем                     | переривчасто-рубчастий (12 ділянок по 5 рифлень)       | з 2016                                     |
| | 10 рублів                                  | 22,0 мм                                    | 2,20 мм                                    | 5,63 г                                     | сталь, покрита латунню                     | переривчасто-рубчастий (по 6 ділянок по 5 і 7 рифлень) | 2009—2013, 2015                            |
| | 10 рублів                                  | 22,0 мм                                    | 2,20 мм                                    | 5,63 г                                     | сталь, покрита латунню                     | переривчасто-рубчастий (по 6 ділянок по 5 і 7 рифлень) | з 2016                                     |
| Знаки монетних дворів: Санкт-Петербурзький монетний двір — С-П або СПМД; Московський монетний двір — М або ММД. |                                            |                                            |                                            |                                            |                                            |                                                        |                                            |

### Пам'ятні і ювілейні монети
З 1992 року Банк Росії випускає ювілейні монети з недорогоцінних металів, на сьогодні в обігу присутні номінали: 1, 2, 3, 5, 10, 25 рублів.
Окрім цього з 1992 року Банком Росії випускалися пам'ятні монети з дорогоцінних металів, що мали наступні номінали: 1, 2, 3, 5, 10, 25, 50, 100, 150, 200, 500, 1000, 10 000, 25 000 і 50 000 рублів.
Для їх виробництва використовувалося срібло (проби: 500, 900, 925, 999), золото (проби: 900, 999), паладій (999 проба) і платина (999 проба). Також випускаються біметалічні монети (частина монети з золота, частина з срібла).

#### Стандартні пам'ятні і ювілейні монети
|  | 10 рублів | 27,0 мм | 2,10 мм | 8,40 г  | кільце: латунь диск: мельхіор | 300 рифлень і два написи «ДЕСЯТЬ РУБЛЕЙ», розділені двома зірками                                  | монети карбуються в рамках пам'ятних програм Банку Росії з різними малюнками | номінал, рослинний орнамент, напис «БАНК РОССИИ», рік карбування                     | з 2000           |
|  | 10 рублів | 22,0 мм | 2,20 мм | 5,63 г  | сталь, покрита латунню        | рубчастий (6 ділянок по 5 рифлень і 6 ділянок по 7 рифлень, що чергуються з 12 гладкими ділянками) | монети карбуються в рамках пам'ятних програм Банку Росії з різними малюнками | номінал, оливкова і дубова гілки, напис «БАНК РОССИИ», рік карбування                | з 29 грудня 2010 |
|  | 25 рублів | 27,0 мм | 2,30 мм | 10,00 г | мідно-нікелевий сплав         | рубчастий (180 рифлень)                                                                            | монети карбуються в рамках пам'ятних програм Банку Росії з різними малюнками | номінал, Герб Росії, напис «РОССИЙСКАЯ ФЕДЕРАЦИЯ», напис «25 РУБЛЕЙ», рік карбування | з 15 квітня 2011 |

## Валютний курс

### Режим валютного курсу
З 10 листопада 2014 року Центробанк Росії перейшов на плаваючий режим валютного курсу російського рубля. До цього курс коливався в певному коридорі бівалютного кошика.
Загальновідома залежність вартості російського рубля від цін на енергоресурси (зокрема на нафту та газ) від продажів яких формується левова частка доходів російського бюджету. Так, наприклад, протягом другого півріччя 2014 року коли ціни на нафту марки Brent (від якої формується ціна на марку Urals — основної складової російського експорту) впали на 48 % (з 108,1 до 56,16 дол/барель), курс російського рубля по відношенню до американського долара знизився на 51 % (з 33 до 51 руб/дол). Після переходу на плаваючий курс ця залежність ще більш посилилася і за даними аналітиків шведського банку Nordea склала 88 %. За підрахунками головного економіста «Альфа-банку» Наталії Орлової, при зміні вартості нафти на $10 фундаментально курс рубля знижується на 5 руб. щодо долара США.

### Поточний обмінний курс

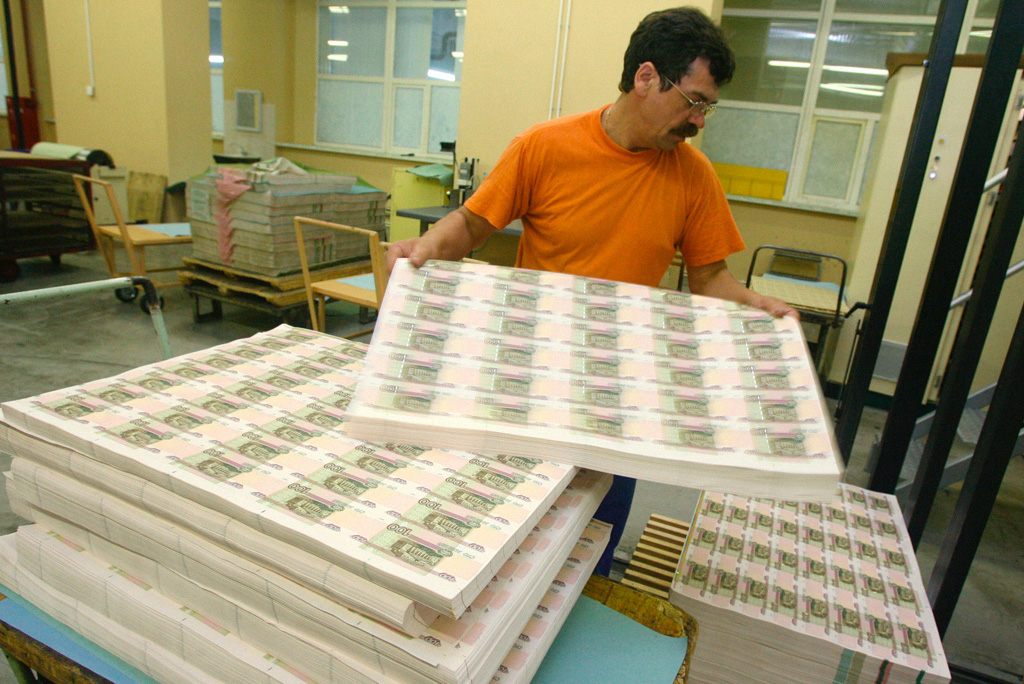
Друкування російських банкнот на фабриці «Держзнаку»

### Історія обмінного курсу

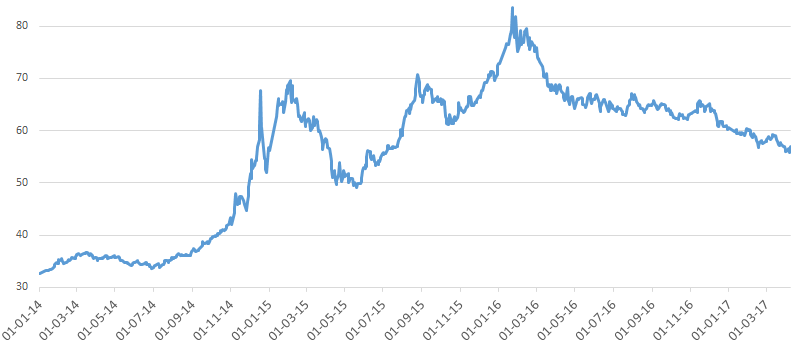
Графік валютного курсу російського рубля відносно Долара США з 2014 р.
(к-сть рублів за 1 долар)

Графік валютного курсу російського рубля відносно Євро з 2005 р.
(к-сть рублів за 1 євро)

| Рік                              |              | Мінімальне значення ↓ | Мінімальне значення ↓ |         | Максимальне значення ↑ | Максимальне значення ↑ |  | Середнє значення |
| Рік                              | Дата         | Курс                  | Дата                  | Курс    | Курс                   |                        |  |                  |
| -------------------------------- | ------------ | --------------------- | --------------------- | ------- | ---------------------- | ---------------------- |  | ---------------- |
| 1998                             | 1 січня      | 5,9600                | 29 грудня             | 20,9900 | 9,7945                 |                        |  |                  |
| 1999                             | 1 січня      | 20,6500               | 29 грудня             | 27,0000 | 24,6489                |                        |  |                  |
| 2000                             | 6 січня      | 26,9000               | 23 лютого             | 28,8700 | 28,1287                |                        |  |                  |
| 2001                             | 4 січня      | 28,1600               | 18 грудня             | 30,3000 | 29,1753                |                        |  |                  |
| 2002                             | 1 січня      | 30,1372               | 7 грудня              | 31,8600 | 31,3608                |                        |  |                  |
| 2003                             | 20 грудня    | 29,2450               | 9 січня               | 31,8846 | 30,6719                |                        |  |                  |
| 2004                             | 30 грудня    | 27,7487               | 1 січня               | 29,4545 | 28,8080                |                        |  |                  |
| 2005                             | 18 березня   | 27,4611               | 6 грудня              | 28,9978 | 27,1910                |                        |  |                  |
| 2006                             | 6 грудня     | 26,1840               | 12 січня              | 28,4834 | 27,1355                |                        |  |                  |
| 2007                             | 24 листопада | 24,2649               | 13 січня              | 26,5770 | 25,5808                |                        |  |                  |
| 2008                             | 16 липня     | 23,1255               | 31 грудня             | 29,3804 | 24,8529                |                        |  |                  |
| 2009                             | 13 листопада | 28,6701               | 19 лютого             | 36,4267 | 31,7403                |                        |  |                  |
| 2010                             | 16 квітня    | 28,9310               | 8 червня              | 31,7798 | 30,3679                |                        |  |                  |
| 2011                             | 6 мая        | 27,2625               | 5 жовтня              | 32,6799 | 29,3823                |                        |  |                  |
| 2012                             | 28 березня   | 28,9468               | 5 червня              | 34,0395 | 31,0661                |                        |  |                  |
| 2013                             | 5 лютого     | 29,9251               | 5 вересня             | 33,4656 | 31,9063                |                        |  |                  |
| 2014                             | 1 січня      | 32,6587               | 18 грудня             | 67,7851 | 38,6025                |                        |  |                  |
| 2015                             | 17 квітня    | 49,6749               | 31 грудня             | 72,8827 | 61,3400                |                        |  |                  |
| 2016                             | 30 грудня    | 60,2730               | 22 січня              | 83,5913 | 66,8336                |                        |  |                  |
| 2017                             | 26 квітня    | 55,8453               | 4 серпня              | 60,7503 | 58,2982                |                        |  |                  |
| 2018                             | 28 лютого    | 55,6717               | 12 вересня            | 69,9744 | 62,9264                |                        |  |                  |
| 2019                             |              | 26 грудня             | 61,7164               |         | 15 січня               | 67,1920                |  | 64,6184          |
| 2020                             |              | 10 січня              | 61,0548               |         | 18 березня             | 80,8692                |  | 72,4388          |
| 2021                             |              | 27 жовтня             | 69,5526               |         | 8 квітня               | 77,7730                |  | 73,6628          |
| 2022                             |              | 11 лютого             | 74,7241               |         | 3 березня              | 103,2481               |  | 88,9861          |
| джерело: Центральний банк Росії. |              |                       |                       |         |                        |                        |  |                  |

### Періодизація режиму валютного курсу
1. листопад 1989 — середина 1992 років — Множинний обмінний курс;
2. весна 1992 — весна 1994 років — Вільне плавання;
3. весна 1994 — червень 1995 років — Регульоване плавання;
4. червень 1995 — серпень 1998 років — Валютний коридор;
5. серпень 1998—2010 років — Регульоване плавання;
6. 2010 — 10 листопада 2014 років — Керований плаваючий валютний курс;
7. 10 листопада 2014 — сьогодення — Плаваючий валютний курс.[48]

## Символ рубля
Символ (знак) російського рубля:
- спеціальний символ (₽), офіційно затверджений в грудні 2013 року, — буква «Р» з додатковим елементом у вигляді горизонтальної риски;
- інші поширені варіанти скорочення слова «рубль» (наприклад, мала літера «р» з крапкою — «р.» або «руб» також з крапкою «руб.»).

| - Символ рубля - Монета номіналом в 1 рубль з новим символом валюти |

## Кількість монет і банкнот в обігу

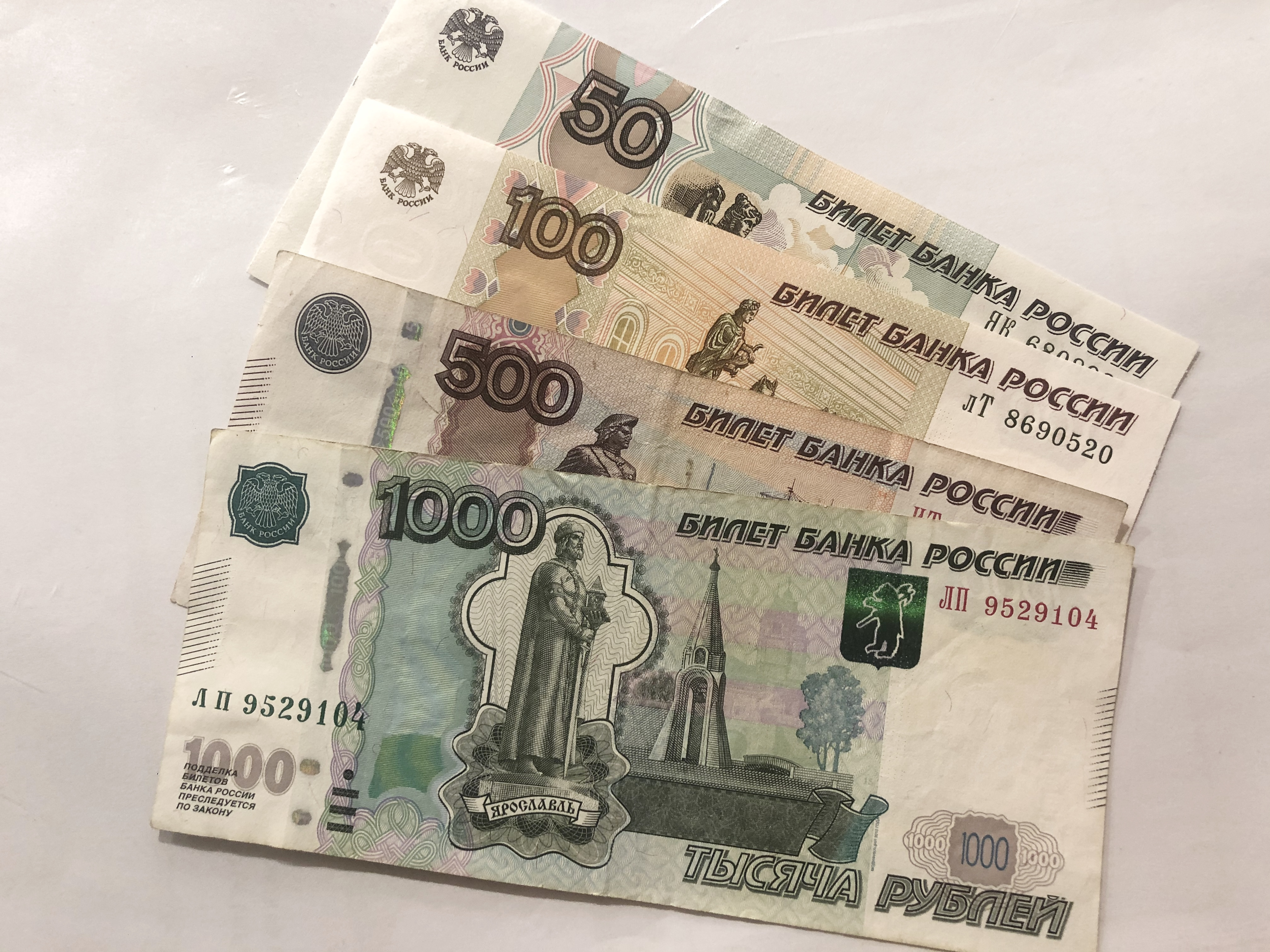
Банкноти зразка 1997 року

За даними Банку Росії за станом на 1 липня 2015 року всього в обігу перебувало 67 010,7 млн штук монет і банкнот на загальну суму 7 651,7 млн рублів..
| Номінал | Кількість екземплярівa), млн | Питома вага в загальній кількості, % | Сумаb), млрд руб. | Питома вага в загальній сумі, % |
| Монети | Монети                       | Монети                               | Монети            | Монети                          |
| --- | ---------------------------- | ------------------------------------ | ----------------- | ------------------------------- |
| Всього | 61 302,0                     | 100                                  | 79,2              | 100                             |
| 1 копійка | 7 356,2                      | 12                                   | 0,1               | 0,1                             |
| 5 копійок | 5 517,2                      | 9                                    | 0,3               | 0,3                             |
| 10 копійок | 24 520,8                     | 40                                   | 2,4               | 3                               |
| 50 копійок | 6 743,2                      | 11                                   | 3,2               | 4                               |
| 1 рубль | 6 743,2                      | 11                                   | 7,1               | 9                               |
| 2 рубля | 3 065,1                      | 5                                    | 5,5               | 7                               |
| 5 рублів | 2 452,1                      | 4                                    | 11,9              | 15                              |
| 10 рублів | 4 904,2                      | 8                                    | 46,7              | 59                              |
| 25 рублів | 80,0                         | 0,1                                  | 2,4               | 3                               |
| Банкноти |                              |                                      |                   |                                 |
| Всього | 5 708,7                      | 100                                  | 7 572,5           | 100                             |
| 10 рублів | 456,7                        | 8                                    | 4,6               | 0,1                             |
| 50 рублів | 570,9                        | 10                                   | 28,5              | 0,4                             |
| 100 рублів | 1 141,7                      | 20                                   | 151,5             | 2                               |
| 500 рублів | 628,0                        | 11                                   | 302,9             | 4                               |
| 1000 рублів | 1 826,8                      | 32                                   | 1 817,4           | 24                              |
| 5000 рублів | 1 084,7                      | 19                                   | 5 300,8           | 70                              |
| Загалом |                              |                                      |                   |                                 |
| Монети | 61 302,0                     | 91,5                                 | 79,2              | 1                               |
| Банкноти | 5 708,7                      | 8,5                                  | 7 572,5           | 99                              |
| Загальна сума | 67 010,7                     | 100                                  | 7 651,7           | 100                             |
| Примітки: a) кількість монет і банкнот кожного номіналу вирахувано з відсотка від загальної кількості b) сума монет і банкнот кожного номіналу вирахувана з відсотка від загальної суми |                              |                                      |                   |                                 |

## Обмеження обігу в Україні
В Україні рішенням Національного банку України заборонений прийом в банках і обмінниках російських рублів із зображенням українських окупованих територій. До таких належить купюра номіналом 200 рублів 2017 року випуску з темою «Севастополь»..